# Antonio de Arfe

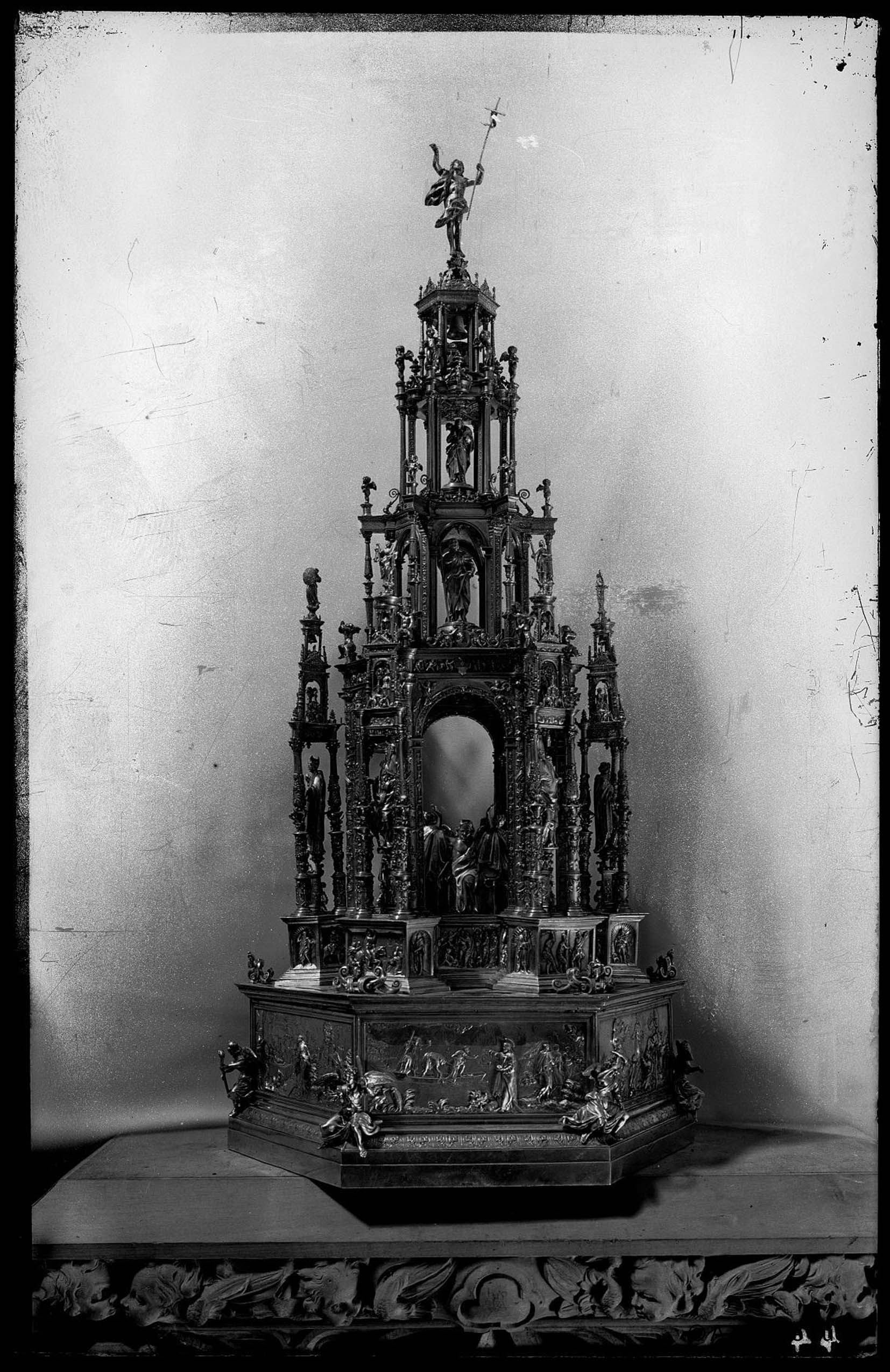
Custodia der Kathedrale von Santiago de Compostela

Antonio de Arfe (* 1510; † 1570) war ein spanischer Goldschmied.
Antonio de Arfe war der Sohn des deutschen Goldschmieds Enrique de Arfe und Vater von Juan de Arfe. 
Er fertigte prächtige silberne Kustodien im plateresken Stil an, unter anderem die Custodia der Kathedrale von Santiago de Compostela.